# Ruta 4908 (Lima)
La ruta 4908 o "la 71B" es una ruta de transporte público del área metropolitana de Lima, que conecta los distritos de Ate y del Callao. El trayecto de esta ruta consta de 90 o 85 paradas dependiendo de la dirección y dura aproximadamente entre 2 y 3 horas.

## Características
Esta ruta de transporte público está administrada por la Empresa de Transportes El Carmen de la Punta S.A., la cual gestiona también la ruta IO63, que transita por la urbe limeño-chalaca.

### Autorización
La ruta 4908 se encuentra autorizada por la Municipalidad Metropolitana de Lima (MML) y la Autoridad de Transporte Urbano (ATU).

## Trayecto
Los autobuses de la ruta 4908 (aprox. 70) comienzan a operar a las 5:00 a.m. y terminan a las 10:00 p.m. por los distritos de Ate, Santa Anita, El Agustino, Lima, Rímac, San Martín de Porres en la provincia de Lima y por los distritos del Callao y de Bellavista en la Provincia Constitucional del Callao; pasando por importantes lugares, tales como el Mercado Mayorista de Santa Anita, el hospital Hipólito Unanue, la estación Miguel Grau, la facultad de San Fernando, el Congreso de la República, el parque Universitario, la Universidad Nacional Mayor de San Marcos, el estadio Miguel Grau y el Mercado Central de Callao.

### Terminales
Su terminal de ida se encuentra en la urbanzación Santa Elvira, en el distrito de Ate y su terminal de vuelta se encuentra en la urbanización Chucuito, en el Callao.

### Recorrido
| Dirección           | Avenidas y calles |
| ------------------- | --- |
| Ida Hacia el Callao | Av. Ferrocarril - Av. La Cultura - Av. Los Virreyes - Prol. Av. Javier Prado Este - Av. Metropolitana - Av. Huancaray - Av. La Encalada - Av. Los Chancas de Andahuaylas - Av. Los Ruiseñores - Av. Los Eucaliptos - Av. José Carlos Mariátegui - Av. Túpac Amaru - Av. Camino Real - Av. César Vallejo - Av. José de la Riva Agüero - Av. Inca Ripac - Av. Miguel Grau - Av. Abancay - Jr. Amazonas - Jr. Huánuco - Vía de Evitamiento - Av. Zarumilla - Jr. Riobamba - Av. Perú (hasta la cda. 42) - Av. Universitaria - Av. Óscar Raimundo Benavides - Av. Sáenz Peña - Av. República de Panamá - Jr. Colón - C. Paz Soldán - Av. Miguel Grau. |
| Vuelta Hacia Ate    | Av. Miguel Grau - Av. República de Panamá - Av. Sáenz Peña - Av. Óscar Raimundo Benavides - Av. Universitaria - Av. Perú (desde la cda. 42) - Jr. Riobamba - Jr. Pedregal - Av. Zarumilla - Vía de Evitamiento - Jr. Loreto - Av. Abancay - Av. Miguel Grau - Av. Túpac Amaru - Av. José de la Riva Agüero - Av. César Vallejo - Jr. María Parado de Bellido - C. Ciro Alegría - Av. Los Eucaliptos - Av. Los Ruiseñores - Av. Los Chancas de Andahuaylas - Av. La Encalada - Av. Huancaray - Av. Metropolitana - Prol. Av. Javier Prado Este - Av. Los Virreyes - Av. La Cultura - Av. Ferrocarril.                                              |

Actualmente los buses de la ruta 4908 transitan desde el Ate hasta San Martín de Porres y viceversa por las obras de la Línea 2 que realizan en la Av. Colonial .

## Rutas relacionadas
IO63 (La Punta - Ate), 2404 (San Martín de Porres - La Molina).